# Lost Man Found
Lost Man Found (Originaltitel: 拾われた男) ist eine japanische Fernsehserie, die in Zusammenarbeit zwischen NHK Enterprises und der Walt Disney Company entstand. Die Serie basiert auf den Essays des japanischen Schauspielers Satoru Matsuo. In Japan fand die Premiere der Serie am 26. Juni 2022 auf dem Fernsehsender NHK BS Premium statt.  Kurz nach der TV-Ausstrahlung wurden die Folgen auf Disney+ in Japan hinzugefügt. Im deutschsprachigen Raum erfolgte die Erstveröffentlichung der Serie am 25. Januar 2023 durch Disney+ via Star.

## Handlung
Während seiner Schulzeit sah Satoru Matsudo ein Theaterstück, welches ihn auf Anhieb für die Welt der Schauspielerei begeisterte. Sein großer Traum, Schauspieler zu werden, führt ihn in den Stadtteil Omotesandō in Tokio. Jedoch kämpft er mit der Armut und hat es schwer, im Showgeschäft Fuß zu fassen. Doch das Schicksal meint es gut mit ihm, und eines Tages findet Satoru zufällig ein Flugticket unter einem Verkaufsautomaten. Die Besitzerin dieses Tickets ist niemand Geringeres als die Präsidentin einer Talentagentur. Schließlich fängt er an, als Fahrer für eine bekannte Schauspielerin zu arbeiten, und jobbt zusätzlich nachts in einem DVD-Verleih. Im Laufe der Jahre lernt er zahlreiche Persönlichkeiten kennen, und sein Weg zu einem gefragten Schauspieler nimmt nach und nach immer mehr Gestalt an. Lange nachdem er sich in Tokio niedergelassen hat und seine Karriere an Fahrt aufgenommen hat, erhält Satoru einen Anruf aus den USA, nachdem ein Film, in dem er die Hauptrolle spielte, dort landesweit veröffentlicht wurde. In der freudigen Erwartung, dass ihn jemand aus Hollywood engagieren will, nimmt Satoru den Anruf entgegen. Doch statt eines großen Hollywood-Produzenten meldet sich eine Krankenschwester, die ihm erschütternde Neuigkeiten über seinen inzwischen entfremdeten älteren Bruder Takeshi mitteilt. Satoru ist nun gezwungen, sich mit seiner Vergangenheit auseinanderzusetzen und wichtige Entscheidungen für die Zukunft zu treffen.

## Besetzung und Synchronisation
Die deutschsprachige Synchronisation entstand nach den Dialogbüchern von Felix Strüven und Satria Anthony Sudarbo sowie unter der Dialogregie von Marion von Stengel und Patrick Bach durch die Synchronfirma Studio Hamburg Synchron in Hamburg.

### Hauptdarsteller
| Rolle                  | Schauspieler      | Synchronsprecher |
| ---------------------- | ----------------- | ---------------- |
| Satoru Matsudo         | Taiga Nakano      | Patrick Bach     |
| Satoru Matsudo (jung)  | Shinnosuke Imazu  | Henry Semm       |
| Satoru Matsudo (alt)   | Satoru Matsuo     | Frank Jordan     |
| Takeshi Matsudo        | Tsuyoshi Kusanagi | Johannes Semm    |
| Takeshi Matsudo (jung) | Hinata Hiiragi    | Mika Blümel      |
| Yui Higa               | Sairi Itō         | Maria Wardzinska |

### Nebendarsteller
| Rolle             | Schauspieler          | Synchronsprecher        |
| ----------------- | --------------------- | ----------------------- |
| Heizō Matsudo     | Morio Kazama          | Konstantin Graudus      |
| Kiku Matsudo      | Mako Ishino           | Elena Wilms             |
| Fukuko Matsudo    | Yuzuno Nagao          | Neela Blättermann       |
| Hiroko Yamamura   | Hiroko Yakushimaru    | Marion von Stengel      |
| Hitachi           | Anne Suzuki           | Vanessa Czapla          |
| Tsukamoto         | Jun Kaname            | Patrick Stamme          |
| Sugita            | Shunsuke Daitō        | Jesse Grimm             |
| Yoshiko           | Yukino Kishii         | Laura Pfister           |
| Mari Akutagawa    | Kaho                  | Nina Witt               |
| Haruko Matsudo    | Yumi Suenari          | Monika Barth            |
| Arita             | Seiji Rokkaku         | Tim Grobe               |
| Akira Emoto       | Akira Emoto           | Wolfgang Häntsch        |
| Bengal            | Bengal                | Erik Schäffler          |
| Tabata            | Honoka Matsumoto      | Jana Dunja Gries        |
| Yamashita         | Tamae Andō            | Runa Pernoda Schaefer   |
| Yoshimira         | Kana Kita             | Liza Ohm                |
| Nakata            | Ōshirō Maeda          | Daniel Kirchberger      |
| Nomoto            | Yuki Katayama         | Leoni Kristin Oeffinger |
| Sagara            | Shima Ise             | Mica Mylo               |
| Heigo Hirayama    | Yukiya Kitamura       | Achim Buch              |
| Haruka Igawa      | Haruka Igawa          | Céline Fontanges        |
| Sugiura           | Momoko Tanabe         | Malin Steffen           |
| Takemura          | Daisuke Kuroda        | Christian Rudolf        |
| Woody             | Evin Charles Anderson | Nils Rieke              |
| Adrienne          | Kyla Burke            | Katharina von Keller    |
| Sandy Hudson      | Michelle Murphy       | Jennifer Böttcher       |
| Sean              | Luke Speakman         | Lasse Fell              |
| Amanda            | Miranda Roldán        | Nadine Wöbs             |
| Kelly             | Amy Bui               | Linda Fölster           |
| Jane              | Marianne Goodell      | Dagmar Dreke            |
| Pedro Martinez    | Ottavio Taddei        | Flemming Stein          |
| Susan             | Nicole Wade           | Caroline Kiesewetter    |
| Mutter von Nomoto | Shōko Takada          | Kerstin Draeger         |

### Gastdarsteller
| Rolle              | Schauspieler     | Synchronsprecher |
| ------------------ | ---------------- | ---------------- |
| Hiroshi            | Eita Okuno       | Ivo Möller       |
| Hisako             | Minori Tokuhashi | Jannika Jira     |
| Betty Holmes       | Sille            | Leonie Landa     |
| Tochter von Nomoto | Yuno Sawada      | Ava Fresenius    |

## Episodenliste
| Nr. | Deutscher Titel | Originaltitel | Erstveröffentlichung (Japan) | Deutschsprachige Erstveröffentlichung (D/A/CH) |
| --- | --------------- | ------------- | ---------------------------- | ---------------------------------------------- |
| 1 | Folge 1         | 第1話         | 26. Juni 2022                | 25. Jan. 2023                                  |
| Satoru Matsudo war ab dem Moment, als er als Schüler in der Highschool ein Theaterstück gesehen hat, von der Schauspielerei fasziniert. Als ihm eine Frau auf einer Single-Party rät, nach Tokio zu ziehen, weil dies der einzig sinnvolle Weg für einen aufstrebenden Schauspieler sei, nimmt er sich ihre Worte zu Herzen und verlässt seine Heimatstadt Nishinomiya in der Präfektur Hyōgo, um mit seinem Jugendfreund Sugita im Tokioter Stadtteil Omotesando zu leben. Da er jedoch weder Geld noch Kontakte hat, gestaltet sich sein Leben im Großstadtdschungel schwierig. Doch dann wendet sich das Blatt, denn Satoru findet unter einem Verkaufsautomaten ein Flugticket und dieser Fund führt zu einer mysteriösen Begegnung mit der Besitzerin des Tickets, Yamamura, die sich als Präsidentin ihrer eigenen Firma vorstellt. Satorus erste Schritte als Schauspieler sind ungewöhnlich. Er übt auf dem Laufsteg, umgeben von Models. |                 |               |                              |                                                |
| 2 | Folge 2         | 第2話         | 3. Juli 2022                 | 25. Jan. 2023                                  |
| Satoru verliebt sich in seine Kollegin Tabata, aber als er sie um ein Date bittet, hält sie sich zurück und antwortet ihm nicht sofort. Satoru nimmt Unterricht bei Hirayama, einem in London ausgebildeten Schauspiellehrer, der scharfe Kritik an Satorus schwachen Schauspielfähigkeiten und seiner schlechten Aussprache übt. Auf Vorschlag der Agenturpräsidentin Yamamura meldet sich Satoru zu mehreren Castings an, um herauszubekommen, was ihm als Schauspieler fehlt. Etwa zur gleichen Zeit wird Satoru gebeten, die Rolle eines jungen Soldaten in einem Kriegsfilm zu spielen. Als er sich bei der Premiere auf der Kinoleinwand sieht, ist er immer mehr davon überzeugt, dass er der Schauspielerei nachgehen möchte. Mit neu gewonnenem Selbstvertrauen bewaffnet bittet er Tabata um ihre Antwort, doch stattdessen konfrontiert sie ihn mit einer unerwarteten Wahrheit. Nach dieser Erfahrung erhält Satoru ein unverhofftes Angebot. |                 |               |                              |                                                |
| 3 | Folge 3         | 第3話         | 10. Juli 2022                | 25. Jan. 2023                                  |
| Agenturpräsidentin Yamamura macht Satoru zum Chauffeur der beliebten Schauspielerin Haruka Igawa. Um ihre Sicherheit zu gewährleisten, verwendet Satoru einen Codenamen für sie, wenn er sie zu den Sets von TV-Dramen, Werbespots und Model-Shootings fährt. Ihre Popularität wächst rasant, und obwohl sie als Königin der „entspannt wirkenden“ Models bekannt ist, gleicht ihre wahre Persönlichkeit die eines heißblütigen Wrestling-Fans. Da Haruka die Trennung zwischen ihrem öffentlichen Image und ihrem wahren Selbst zu schaffen macht, spielt sie mit dem Gedanken, ihre Schauspielkarriere zu beenden. Unterdessen lehnt Satoru die Annäherungsversuche seiner Kollegin Sugiura ab, die in ihn verknallt ist. Satoru spielt in einem Film die Rolle eines Gefangenen und muss eine bittere Pille schlucken. Während Haruka mit dem Gedanken spielt, ihre Schauspielkarriere in Yamashitas Wohnung zu beenden, bringt Satoru Sugiura dazu, darüber zu reden, wie unglaublich Haruka doch ist. Als Sugiura den Raum betritt, bricht riesiges Chaos aus.                                                                                         |                 |               |                              |                                                |
| 4 | Folge 4         | 第4話         | 17. Juli 2022                | 25. Jan. 2023                                  |
| Drei Jahre sind vergangen, seit Satoru nach Tokio gezogen ist, aber seine Schauspielkarriere ist noch nicht in die Gänge gekommen. In der Zwischenzeit wurde ihm in der Videothek die Einarbeitung einer neuen Teilzeit-Mitarbeiterin namens Yui übertragen. Yui ist locker und unkompliziert, sie bewundert Satoru und die beiden unterhalten sich lebhaft miteinander und haben viel Spaß dabei. Satoru ist dann aber etwas schockiert, als er erfährt, dass die aus Okinawa stammende Yui mit ihrem Freund, einem ehemaligen Boxer, in Tokio zusammenlebt. Trotzdem bläst Satoru in der Nacht seines 27. Geburtstags seine Pläne mit Haruko ab, um Yui zum Abendessen auszuführen. In der Hitze des Gefechts gesteht Satoru ihr unbeholfen seine Gefühle und Yui erwidert sie. Zwischen den beiden scheint es gut zu laufen, aber einige Tage später müssen sich die beiden mit Yuis Freund auseinandersetzen. Satoru gerät erneut ins Kreuzfeuer und muss sich einer viel größeren Herausforderung stellen als dem Vorsprechen für eine Rolle. |                 |               |                              |                                                |
| 5 | Folge 5         | 第5話         | 24. Juli 2022                | 25. Jan. 2023                                  |
| Satoru reist mit Yui in seine Heimatstadt, um seine kranke Großmutter zu besuchen. Dort zwingt ihn sein Vater, mit seinem entfremdeten älteren Bruder Kontakt aufzunehmen. Satoru kommt auch wieder mit seinen Freunden Sugita und Nomoto zusammen, die inzwischen verheiratet sind. Nach seiner Rückkehr nach Tokio gibt Satoru bei diversen Castings sein Bestes, doch seine Bemühungen sind zunächst nicht von Erfolg gekrönt. Doch dann spricht er für eine ganz besondere Rolle vor, die sein Leben für immer verändern wird. |                 |               |                              |                                                |
| 6 | Folge 6         | 第6話         | 31. Juli 2022                | 25. Jan. 2023                                  |
| Satoru plant, Yui nach seiner Rückkehr von den Dreharbeiten zu einem historischen Film in Kyōto einen Heiratsantrag zu machen, obwohl er sich dort zu einer Schauspielerin hingezogen fühlt, mit der er eine Kussszene hat. Yui erkennt zwar, dass es keine leichte Aufgabe sein wird, mit einem Schauspieler verheiratet zu sein, doch sie und Satoru schließen trotz allem den Bund fürs Leben. Einige Jahre später werden die beiden mit einem Kind sesshaft. Als Satoru erfährt, dass sein neuestes Projekt international veröffentlicht wird, fängt er an, Englisch zu lernen. Eines Tages erhält er einen Anruf aus den USA. Am anderen Ende des Hörers ist eine Krankenschwester, die überraschende Neuigkeiten über seinen älteren Bruder hat. Diese informiert Satoru über die Situation seines Bruders und bietet ihm an, in die USA zu kommen und ihn nach Hause zu begleiten. |                 |               |                              |                                                |
| 7 | Folge 7         | 第7話         | 7. Aug. 2022                 | 25. Jan. 2023                                  |
| Satoru reist auf Ersuchen des Krankenhauses nach Kalamazoo in US-Bundesstaat Michigan, um seinen Bruder Takeshi nach 15 Jahren erstmals wiederzusehen. Takeshi, der nach dem Ablauf seines Visums schwarz in einem Restaurant gearbeitet hatte, steht nun nach einem plötzlichen Schlaganfall vor einem Berg Schulden für seine medizinische Behandlung. Obwohl sich Satoru und Takeshi erstmals seit 15 Jahren wiedersehen, ist Satoru wütend, weil sich Takeshi weigert, nach Japan zurückzukehren, und weil er so lange abgetaucht war, ohne mit ihm in Verbindung zu bleiben. Bei Satorus Versuch, das Leben seines Bruders in den USA zu verstehen, wird ihm Adrienne vorgestellt, eine mysteriöse Frau, die möglicherweise die Antworten auf seine Fragen hat. |                 |               |                              |                                                |
| 8 | Folge 8         | 第8話         | 14. Aug. 2022                | 25. Jan. 2023                                  |
| Satoru erfährt von Adrienne, einer Frau, die mehrere Jahre mit Takeshi zusammenlebte, von seiner Zeit in den USA. Nachdem Takeshi das Geldgeschenk von seiner Großmutter in Höhe von einer Million Yen aus Versehen verloren hatte, hatte er keine Mittel mehr, um in den USA zu bleiben. Daraufhin hat ihm Adrienne das Restaurant vorgeschlagen, in dem er schließlich gearbeitet hat. Da Takeshi die eng verbundene japanische Gemeinschaft schon immer als erstickend empfunden hatte, war er von der Vielfalt in den USA besonders angetan. Als Adrienne alleinerziehende Mutter wurde, beschloss Takeshi, sie und ihren Sohn Sean zu unterstützen. Als er die Geschichte seines Bruders erfährt, versteht Satoru endlich, warum Takeshi nie nach Japan zurückgekehrt ist. Satoru schickt ein Foto an seine Eltern und verspricht Takeshi, dass er ihn in zwei Monaten abholen wird. Unterdessen können Satorus Eltern den Gedanken nicht verarbeiten, ihren lange verloren geglaubten Sohn plötzlich wieder zu Hause willkommen zu heißen. Allerdings kommt es zu Reibereien zwischen ihnen. Und schließlich mündet alles in einer riesigen Reiberei. |                 |               |                              |                                                |
| 9 | Folge 9         | 第9話         | 21. Aug. 2022                | 25. Jan. 2023                                  |
| Gerade als Satoru dabei ist, seinen Text für „Shin Godzilla“ einzuüben, steht sein Vater Heizō vor der Tür und sucht Kiku, die nach einem Streit aus dem Haus gestürmt ist. Zum ersten Mal seit langer Zeit sprechen Satoru und Heizō bei ein paar Drinks über die Auseinandersetzungen zwischen Vater und Sohn, die Takeshi dazu bewegt haben, in die USA zu verschwinden. Als Satoru erkennt, wie groß die Liebe seines Vaters zu seinen Kindern ist, ist er noch entschlossener, Takeshi nach Hause zu bringen. Nach seinem kurzen Aufenthalt kehrt Heizō nach Hyōgo zurück und Satoru reist erneut in die USA, aber diesmal, um seinen Bruder nach Hause zu holen. Dort angekommen sieht Satoru, wie Takeshi ein brachiales Reha-Programm durchzieht. Vor seiner Diagnosestellung hatte Takeshi gelogen und behauptet, ein Profi-Baseballspieler zu sein, und einer Gruppe von Mobbern versprochen, ihnen einen unglaublichen Pitch zu zeigen. Satoru beschließt, sich als sein eigener Bruder verkleidet auf das Spielfeld zu stellen. Er soll einen Fastball mit einer Geschwindigkeit von 100 Meilen pro Stunde werfen.                              |                 |               |                              |                                                |
| 10 | Folge 10        | 第10話        | 28. Aug. 2022                | 25. Jan. 2023                                  |
| Satoru, der sich als Takeshi ausgibt, wirft einen präparierten Baseball, den der Vater der beiden, ein Ingenieur, modifiziert hat, und landet einen kraftvollen Wurf, den Sean erstaunlicherweise in einen Homerun verwandelt. In der Zwischenzeit ist Takeshis Freundeskreis ihm dabei behilflich, einen Pass für den Rückflug nach Japan zu bekommen und seine Arztrechnungen zu begleichen. Takeshi und Satoru werden mit einer großen Feier verabschiedet und sie lassen Takeshis 15 Jahre in den USA Revue passieren, während sie sich auf ihre Rückkehr nach Japan vorbereiten. Schließlich in der Heimat angekommen sieht Takeshi endlich seine Eltern wieder und wird zur Behandlung in ihre Obhut gegeben. Monate später wird Satoru von einer Flut tragischer Nachrichten überrascht, die ihn dazu veranlassen, über seine Familie und seine Vergangenheit nachzudenken. |                 |               |                              |                                                |